# Monocoque

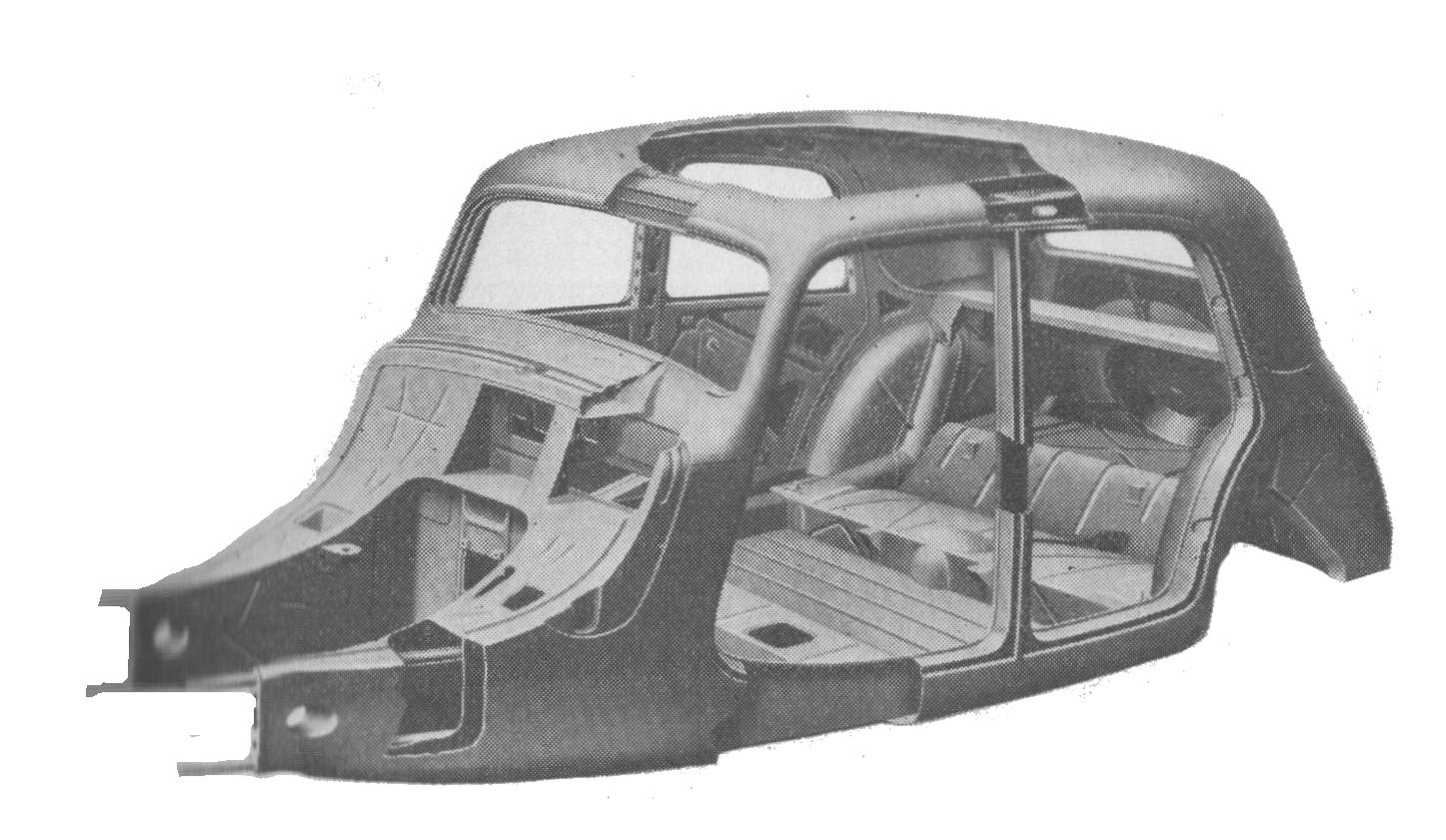
Die Karosserie eines Citroen Traction Avant als Monocoque

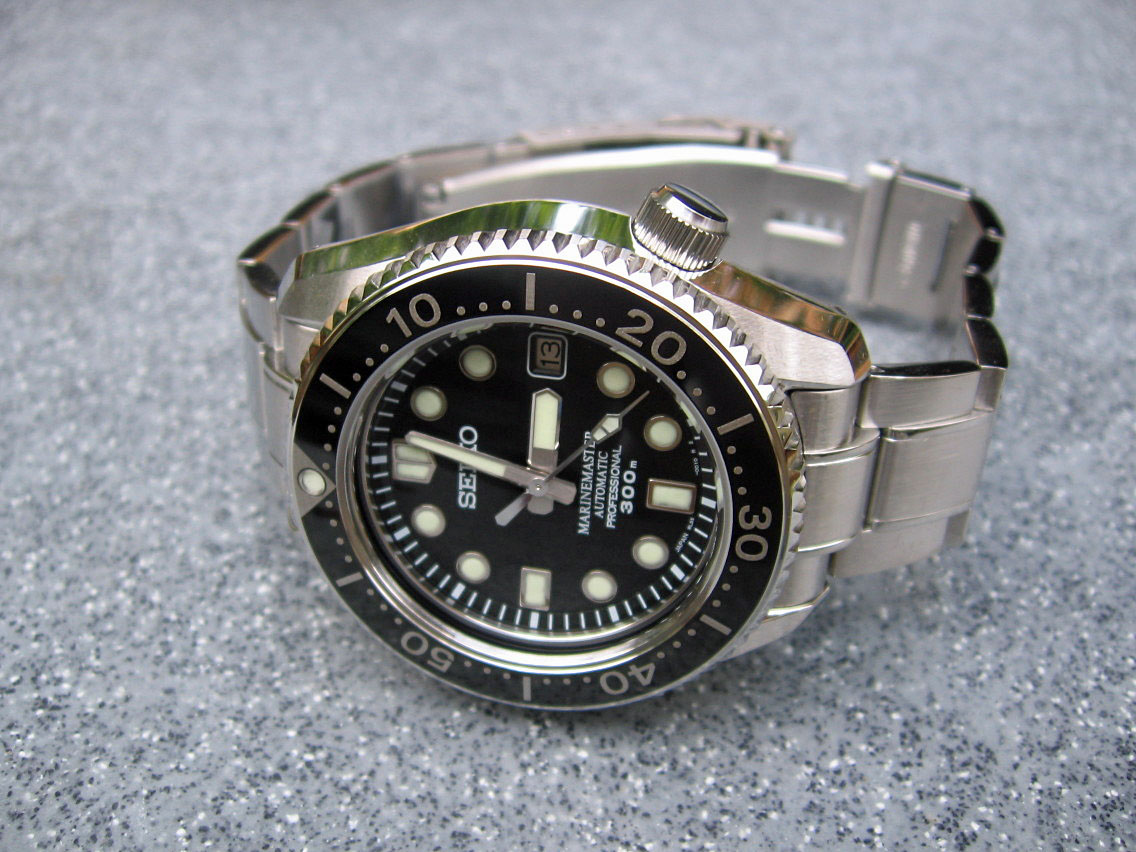
Taucheruhr Marinemaster von Seiko mit Monocoque-Gehäuse, bei Taucheruhren 1959 von Mido SA eingeführt

Ein Monocoque [mɔnɔkɔk] (von griechisch mónos allein, einzeln und französisch coque für die Schale einer Nuss oder anderen Frucht) ist ein einteiliger, aus flächigen Elementen (Bleche, Sandwichplatten) gebauter, teils hohler Körper als Fahrgestell oder allgemeines Gestell eines Fahrzeugs.
Im Unterschied zu einer traditionellen Konstruktion aus Stäben oder Rohren steht die große Schale des Monocoques angreifender Kraft entgegen, wodurch viel Steifigkeit bei wenig Masse möglich ist. Monocoques sind jedoch zum Teil aufwändig zu fertigen.

## Anwendungen

### Flugzeuge

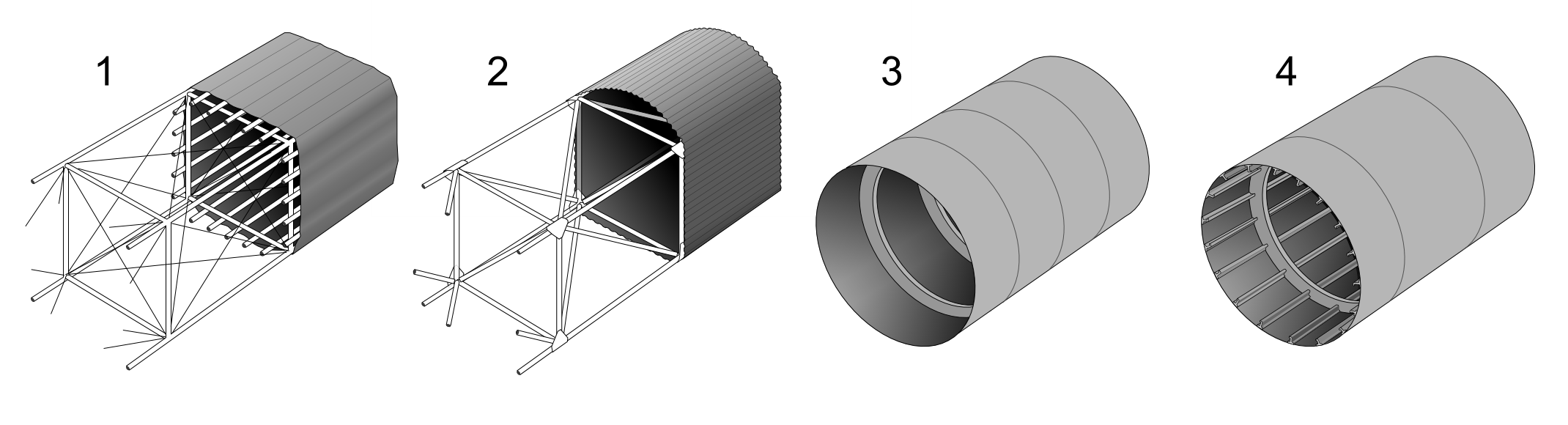
Vergleich der Konstruktionsprinzipien eines Flugzeugrumpfs:
1: Fachwerk mit Leinwand,
2: Fachwerk mit Wellblech,
3: Monocoque (Schalenbauweise),
4: Halbschalenbauweise

Flugzeugrümpfe wurden ursprünglich als Fachwerkgerippe aus Holz oder Stahlprofilen gefertigt und mit Tuch bespannt.
Mit Monocoques entfiel im frühen 20. Jahrhundert das Fachwerk, die Außenhaut wurde aus mehreren Lagen Leinwand und gekreuzten Furnierstreifen miteinander verklebt.
Die Luftfahrzeug-Gesellschaft Roland entwickelte den patentierten Wickelrumpf, dessen Verfahren später von den Pfalz-Flugzeugwerken zum Bau von Kampfflugzeugen in Lizenz genommen wurde. Der Flugzeugrumpf wurde in zwei Hälften gefertigt, indem zwei Lagen Sperrholzstreifen mit einer mittleren Textil-Lage über eine Form gelegt wurden. Die Verleimung war damals allerdings noch nicht sehr feuchtigkeitsresistent.
Ähnliche Monocoques gab es bei anderen Fahrzeugen erst Jahrzehnte später, dort wird der Begriff weniger eng ausgelegt. Im Flugzeugbau setzte sich weitgehend das Semi-Monocoque (Halbmonocoque) durch, das in Halbschalenbauweise gebaut werden kann und mit dünnen Spanten und Stringern versehen ist.

### Automobile

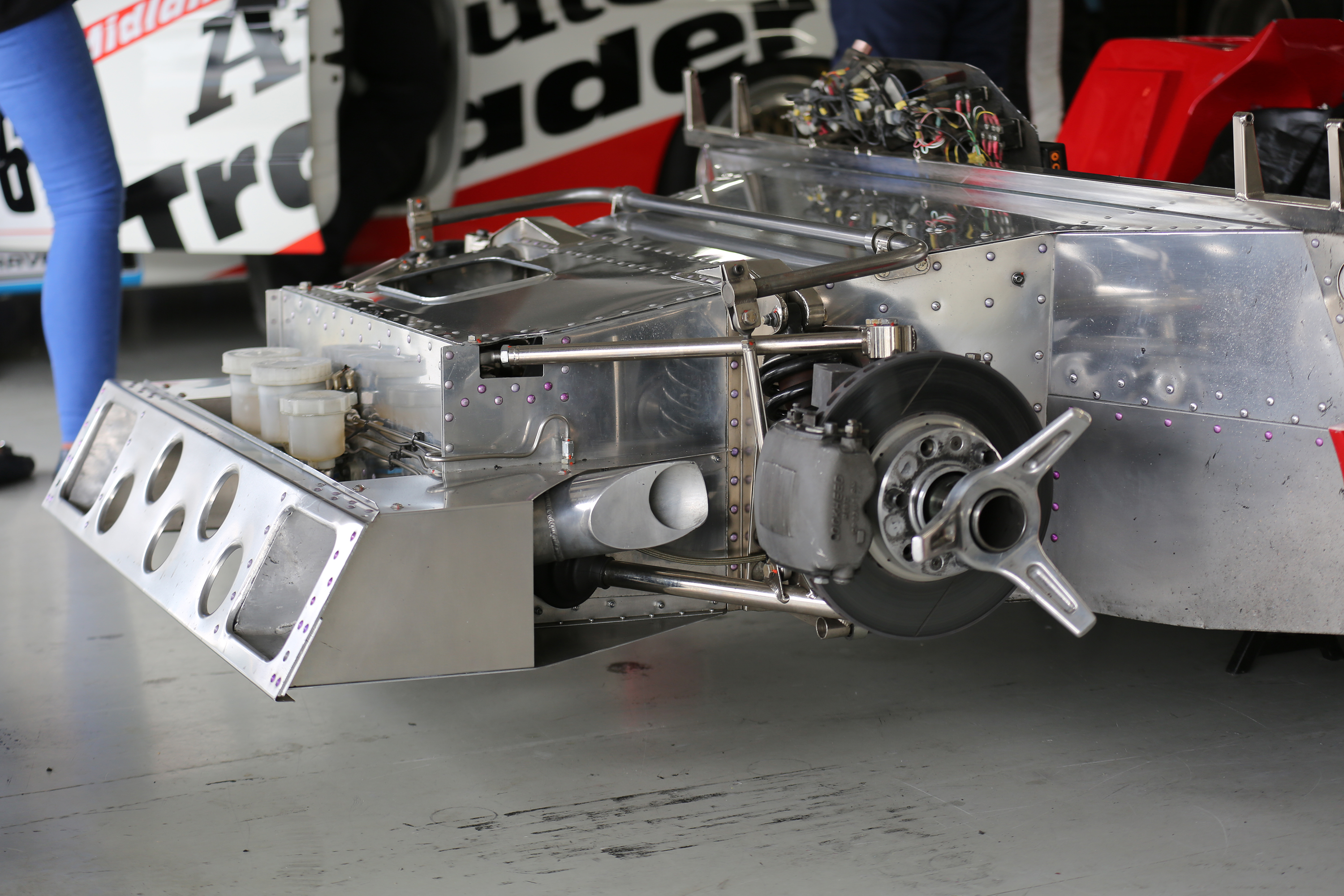
Frontpartie eines aus genieteten Aluminiumblechen gefertigten Monocoque eines Sportrennwagens aus den späten 1970er Jahren

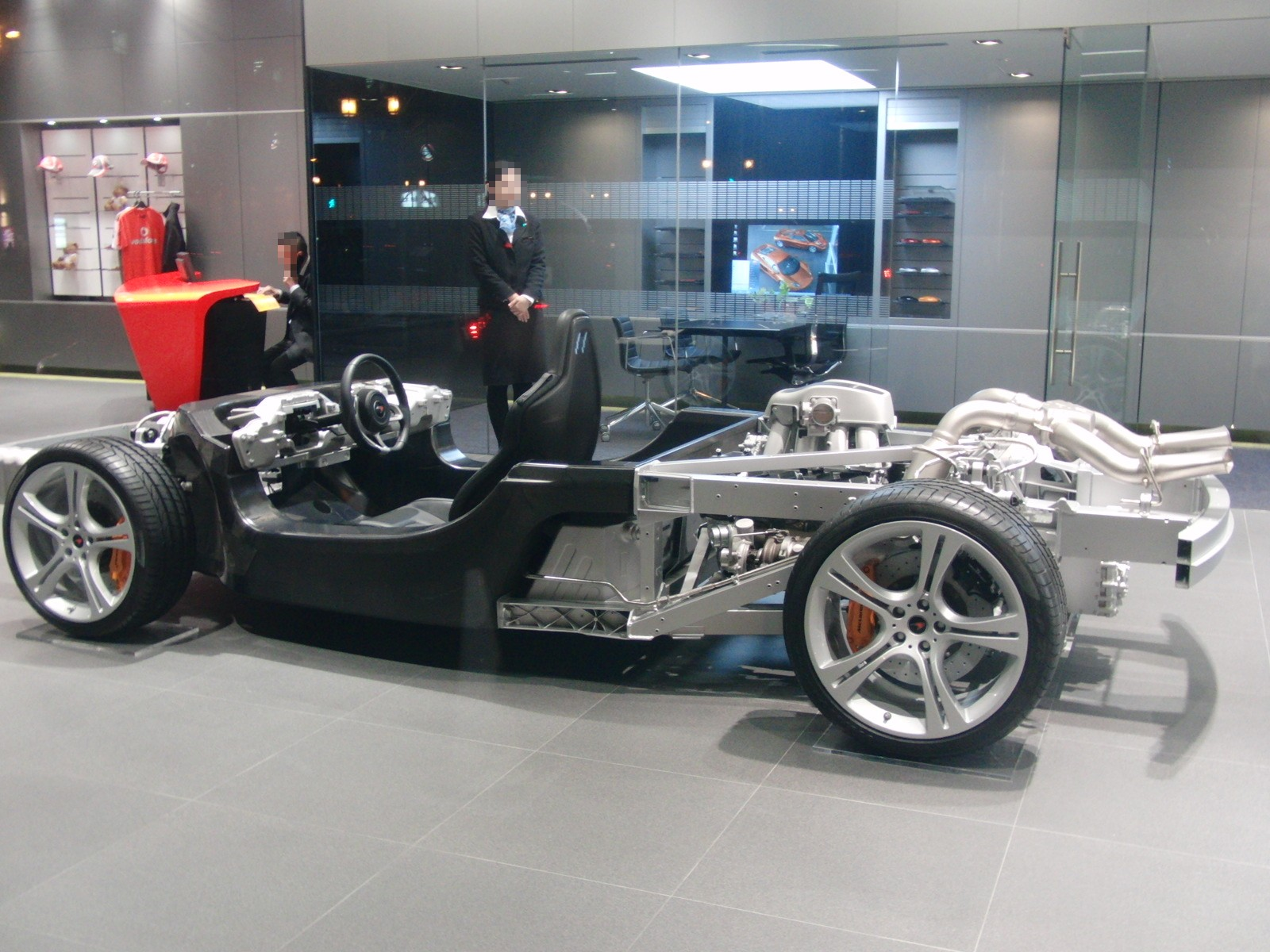
Monocoque aus kohlenstofffaserverstärktem Kunststoff (KFK, schwarz) mit Hilfsrahmen aus Aluminium vorne und hinten beim McLaren MP4-12C

Beim Automobil wurden zunächst Leiterrahmen verwendet und später im Motorsport und Busbau Gitterrahmen eingeführt. Bei Großserienfahrzeugen setzten sich Monocoques ab den 1930er Jahren durch. Die weiter verbreitete Bezeichnung für diese Bauart ist „selbsttragende Karosserie“. Sie sind in der Regel aus tiefgezogenen, punktgeschweißten Stahlblechteilen hergestellt. 1962 eröffnete das Team Lotus mit dem Lotus 25 die Ära der Monocoques in der Formel 1. Statt des Gitterrahmens wurde Aluminium-Blech mit Nieten zu einer Wanne mit seitlich hohlen Wänden gefügt und vorne sowie hinten mit Rahmen abgeschlossen. Die obere nichttragende Verkleidung war abnehmbar. Im folgenden Jahr 1963 wurde Jim Clark mit dem Lotus 25 Weltmeister.
Viele Sportwagen mit Monocoque haben weiterhin eine separate Karosserie, da sich windschnittig-rundliche Formen nur mit unvertretbarem Aufwand aus den dort verwendeten Kunststoff-Sandwichplatten fertigen lassen.
Das erste Automobil mit einem Monocoque (selbsttragender Karosserie) aus Faser-Kunststoff-Verbund war 1956 der Sportwagen Berkeley Sports B60. Bekannter wurde 1957 der Lotus Elite. Damals wurden Glasfasern verwendet. Mit dem Lotus Elite gelangen mehrere Jahre lang gute Platzierungen bei den 24 Stunden von Le Mans. Das Konzept zeigte aber nicht nur seine Leistungsfähigkeit, sondern auch die Abhängigkeit der Dauerhaltbarkeit von besseren Werkstoffen und materialgerechten Konstruktionen.
In Rennwagen, wie etwa in der Formel 1, ist das Monocoque zugleich Karosserie und bildet zusammen mit dem Motor und dem Fahrzeuggetriebe das Fahrgestell.
Diese Bauart wurde schnell weiterentwickelt und üblich. Die Monocoques wurden oben weitgehend geschlossen. Die Schale in Sandwichbauweise auszuführen, mit Füllungen bis hin zu Waben aus Aramiden, erhöhte das Flächenträgheitsmoment.
Das erste Monocoque aus Kohlenstofffaser-Verbundwerkstoff war 1981 das des McLaren MP4/1 von McLaren Racing. Solche Monocoques bestehen aus mit Harz imprägniertem Gewebe oder Gelegen mit hohem Faservolumenanteil (Prepregs), das bei hoher Temperatur und hohem Druck in einem Autoklaven aushärtet.
Die drei Konstrukteure, die diese Bauweise am schnellsten weiterentwickelten, waren John Barnard von McLaren, Colin Chapman von Lotus und Gustav Brunner vom ATS Racing Team, der als Erster ein unverkleidetes Monocoque aus diesem Werkstoff entwickelte.
Monocoques aus mit Kohlenstofffasern verstärktem Kunstharz waren bei geringerem Gewicht ihren Vorgängern aus Aluminium in allen Steifigkeitswerten weit überlegen. Allerdings stellten Konstruktion und Herstellung völlig neue und teure Anforderungen an die Rennställe. So wurden die ersten Chassis noch von der Luftfahrtindustrie hergestellt, und erst nach einigen Jahren konnten alle Rennteams die Monocoques selbst fertigen.
Diese Bauweise setzte sich aus Sicherheitsgründen auch in den untergeordneten Formel-Serien wie der Formel 3, der Formel 3000 sowie der in den USA vergleichbaren IndyCar- bzw. Champ-Car-Serie durch. Ebenso hat diese Bauweise im Sportwagenbereich Einzug gehalten.
Der erste Serien-Pkw mit CFK-Monocoque ist der im Jahr 2013 erstmals angebotene Alfa Romeo 4C. Im selben Jahr folgte der in Deutschland verkaufte BMW i3.

### Motorräder

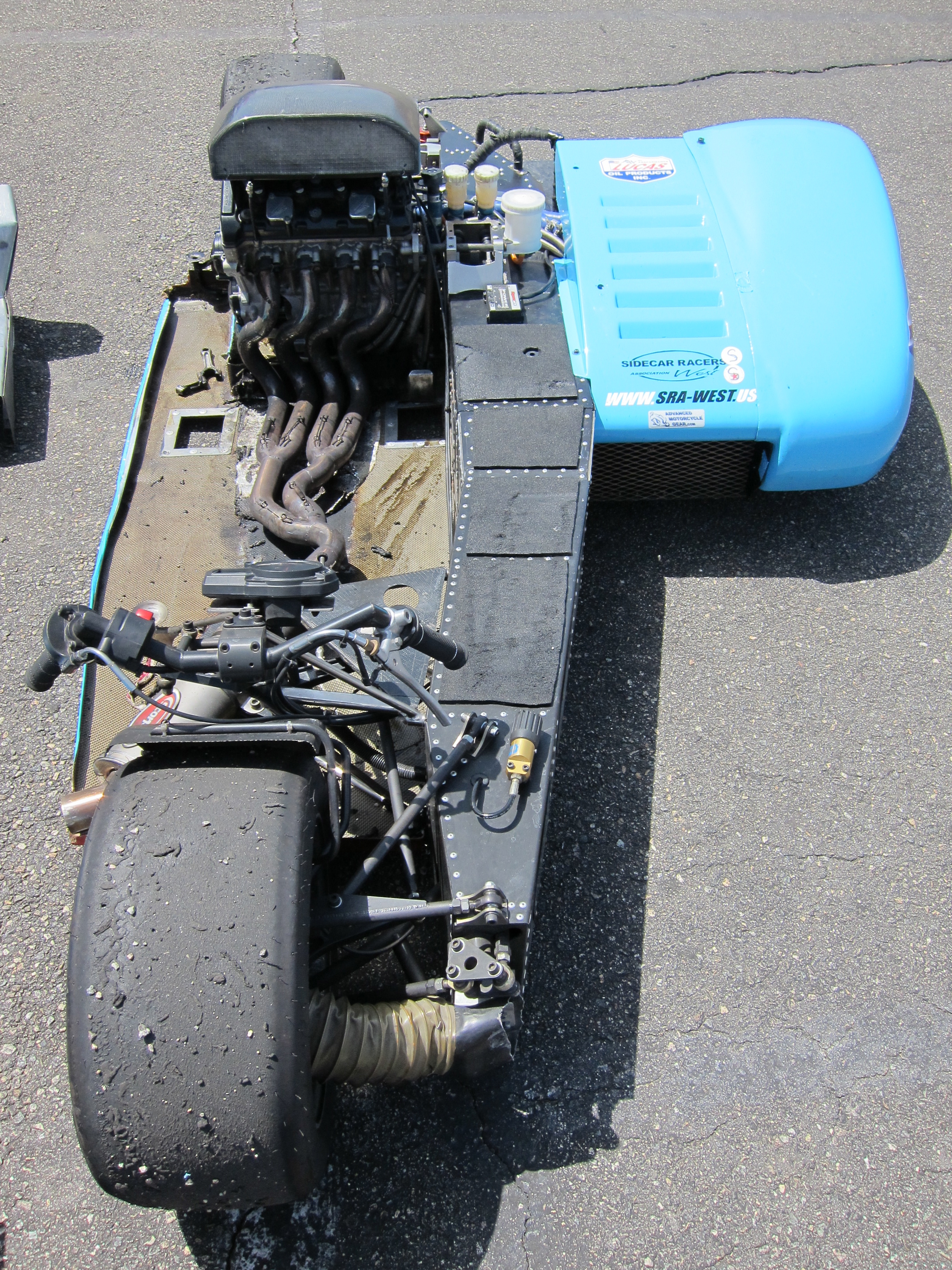
Monocoque eines modernen Motorradgespanns im Rennsport

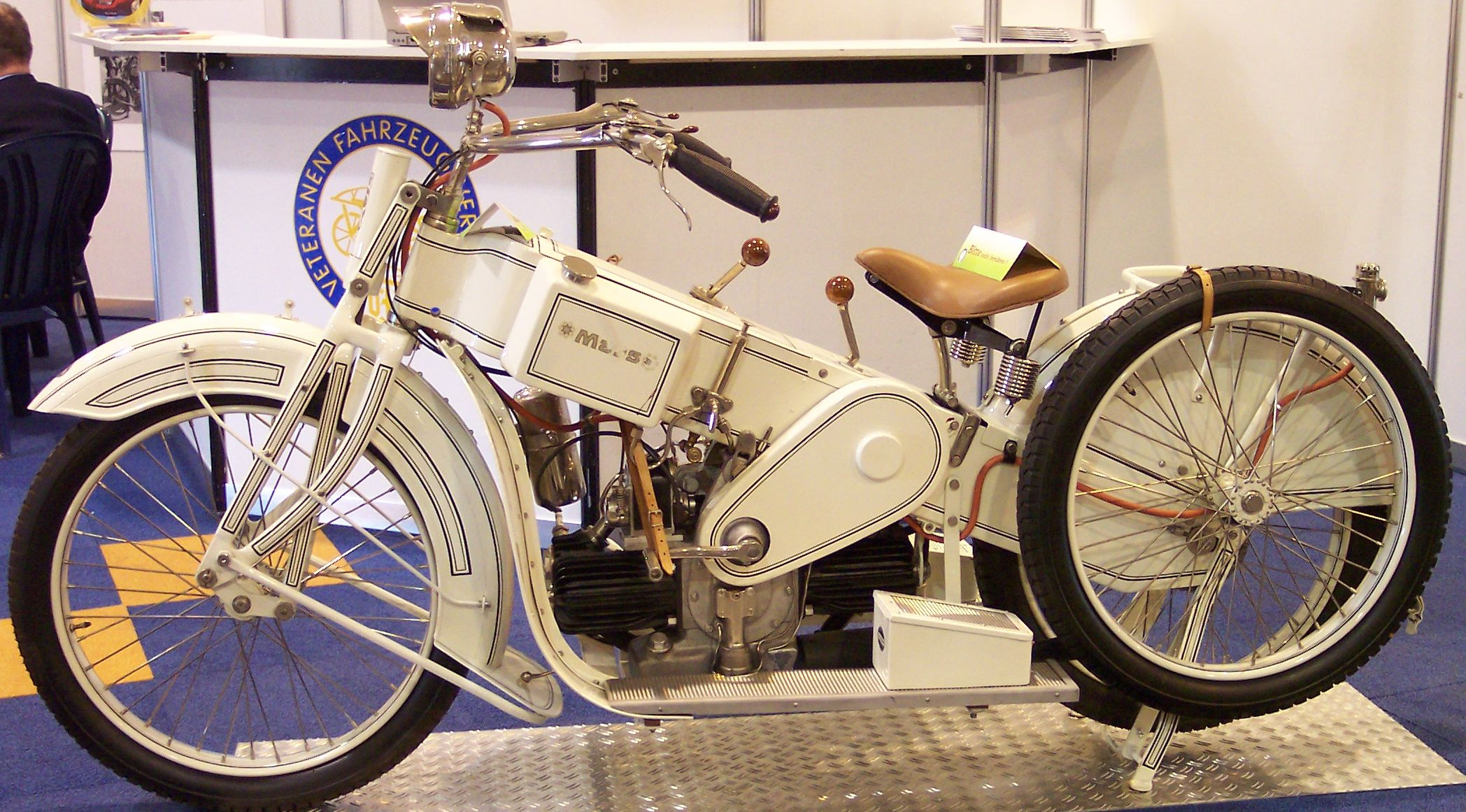
Die Weiße Mars mit Monocoque

Beim Motorrad gibt es Monocoques fast ebenso lange wie beim Automobil. Der Rahmen der Megola ab 1920 war ebenso unkonventionell und bestand aus selbsttragenden, geschwungenen und vernieteten Stahlblechen.

Heute werden Bleche und Gussteile aus Aluminium zu einem einzigen großen Teil kombiniert, in das außer der Ansaugluftführung inklusive Luftfilter auch der Tank integriert ist. Yamaha TR 1 mit Monocoque als Airbox, Kawasaki ZX-12R und die Ducati 1199 Panigale nutzen diese Bauform.

### Fahrräder

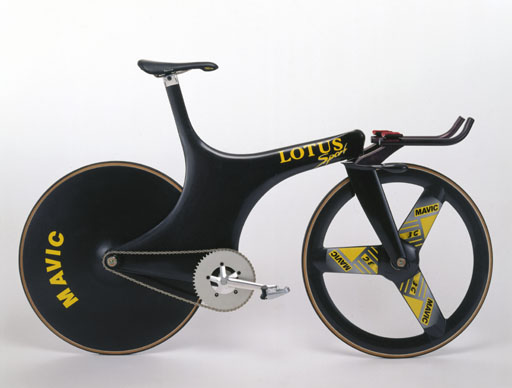
Fahrrad mit Monocoque von 1992

Ein Fahrrad besteht laut Union Cycliste Internationale aus mehreren Rohren, weshalb sie im Radsport keine Monocoques mehr zulässt, sondern nur noch Diamantrahmen. Viele Stundenweltrekorde wurden lange nach ihrer Aufstellung wegen neuartiger, unzulässiger Fahrradtechnik annulliert. Der heutige Stand der Technik wurde erreicht, als Chris Boardman mit dem Monocoque-Fahrrad Lotus 108 bei den Olympischen Spielen des Jahres 1992 siegte.

### Velomobile
Zunehmend werden auch heutige Velomobile verstärkt in Monocoque-Bauweise hergestellt, weil sich so die für die bauartbedingt schwereren Velomobile besonders wichtige Gewichtsreduktion einfacher erreichen lässt.